# Mezzenile
Mezzenile is een gemeente in de Italiaanse provincie Turijn (regio Piëmont) en telt 897 inwoners (31-12-2004). De oppervlakte bedraagt 28,9 km², de bevolkingsdichtheid is 31 inwoners per km².

## Demografie
Mezzenile telt ongeveer 470 huishoudens. Het aantal inwoners daalde in de periode 1991-2001 met 1,9% volgens cijfers uit de tienjaarlijkse volkstellingen van ISTAT.
| Jaar | Inwoneraantal |
| ---- | ------------- |
| 1991 | 917           |
| 2001 | 900           |

## Geografie
Mezzenile grenst aan de volgende gemeenten: Ceres, Ala di Stura, Pessinetto, Traves, Viù, Lemie.
1. ↑  https://demo.istat.it/?l=it.